# Оболенський Іван Миколайович
Ива́н Никола́евич Оболе́нский (1841—1920) — вчений-терапевт. Перший завідувач кафедри госпітальної терапії Харківського університету. Таємний радник.

## Біографія
У 1862 році вступив в Імператорську медико-хірургічну академію в Санкт-Петербурзі, в якій з відзнакою закінчив курс в 1868 році. Учень петербурзького професора Руднєва М.М. У 1869 році став доктором медицини, в 1870 році приват-доцентом та прозектором по кафедрі патологічної анатомії. Тоді ж відряджений за кордон для удосконалення, переважно в патологічної анатомії, загальної патології та клінічній медицині.
З 14 травня 1871 був екстраординарним професором, з 2 березня 1872 — ординарним професором по кафедрі загальної патології у Харьковському університеті. Зведен у чин статського радника (зі старшинством з 2 березня 1872). У 1886 році перейшов на кафедру приватної патології і терапії, в тому ж році отримав чин дійсного статського радника (28 грудня). З 1888 року ординарний професор, з 30 травня 1896 заслужений ординарний професор кафедри терапевтичної факультетської клініки. Одночасно член Ради міністра народної освіти, таємний радник (1 січня 1914 року). 
Ініціатор створення станції швидкої допомоги в Харкові (1909 рік). На власні кошти придбав першу «карету негайної допомоги» .

## Наукова діяльність
Основні наукові дослідження - проблеми курортології, інфекційних хвороб, фтизіатрії, ендокринології, питання гігієни та лікувального харчування.
Його педагогічна діяльність полягала в читанні лекцій, проведенні практичних занять із студентами, демонстрацією хворих.
Голова Харківського відділення Всеросійської ліги боротьби з туберкульозом

## Нагороди
- Орден Святої Анни 2-го ступеня (1878 рок)
- Орден Святого Володимира 4-го ступеня (15 травня 1883 року)
- Орден Святого Володимира 3-го ступеня (1891 рок)
- Орден Святого Станислава 1-го ступеня (1 січня 1894 року)
- Орден Святої Анни 1-го ступеня (1 січня 1911 року)

## Публікації
Оболенским опубліковано російською та німецькою мовами до 26 самостійних робіт:
- «О влиянии перерезки семянного нерва на яйцо» («Centralblatt für die med. Wissenschaft», 1867),
- «Папиллома Гайморовой полости в клиническом и патологоанатомическом отношениях» («Медиц. Вестник», 1868),
- «О гнойных формах воспаления мягкой мозговой оболочки у человека и животных» (1868),,
- (нім.) «Ueber das Mucin» («Arch. f. Phisiologie», 1871);
- (нім.) «Ueber d. Mucin ans der Submaxillar Drüse»(ib.),
- «О влиянии желчно-кислых солей на животных и человека» («Журнал» Руднева, 1876),
- «Diabetes insipidus и его лечение» (1884),
- «О вытяжении n. ischiadicus при tabes dors.» («Медицинское Обозрение», 1885),
- «Каломель при гипертрофическом циррозе» (ib., 1888),
- (нім.) «Nervus vagus und Angina pectoris» («Berlin. Klin. Woch.», 1889; «Врач», 1889),
- «Копайский бальзам, как лечебное средство» («Медицинское Обозрение», 1890),
- «О невралгиях сифилитического происхождения» («Ученые записки Харьковского Университета», 1893),
- «О внутрибрюшных сращениях, их патогенез и диагностика» («Медицинское Обозрение», 1895) и другие.

Під керівництвом Оболенського, численними його учнями, з яких багато зайняли кафедри, був опублікований ряд цінних досліджень.